# 프랑세즈-로빈슨 상수
프랑세즈-로빈슨 상수(Fransén-Robinson constant) {\displaystyle F\;}는 역 감마 상수의 정확한 결정과 관련해서 감마 함수와 몇몇 관련 계수의 고정밀 값에 대한 유효한 정보를 결과값으로 제시한다.
{\displaystyle F,{1 \over {\Gamma (x)}},\;x}축에서 대해서

{\displaystyle F=\int _{0}^{\infty }{{1} \over {\Gamma (x)}}\,\mathrm {d} x}
{\displaystyle \Gamma (n)=(n-1)!}
{\displaystyle F=2.8077702420285...} (OEIS의 수열 A058655)
이것은 이것에 근접하는 오일러 수 {\displaystyle e=2.71828...}를 사용한 다음의 식으로 대략적으로 주어 질 수 있다.
{\displaystyle F\approx \sum _{n=1}^{\infty }{{1} \over {\Gamma (n)}}=\sum _{n=0}^{\infty }{{1} \over {n!}}}
오일러 상수 {\displaystyle e}에 의해 또 다르게 표현될 수도 있다.
{\displaystyle F=e+\int _{0}^{\infty }{{e^{-x}} \over {\pi ^{2}+(\ln x)^{2}}}\,\mathrm {d} x}
{\displaystyle F=e+{{1} \over {\pi }}\int _{-\pi /2}^{\pi /2}e^{\pi \tan \theta }e^{-e^{\pi \tan \theta }}\,\mathrm {d} \theta }
프랑세즈 - 로빈슨 상수는 또한 제한된 미타그 레플레르 함수(Mittag-Leffler function)를 사용해서도 표현될 수 있다.
{\displaystyle E_{\alpha ,\beta }(z)=\sum _{k=0}^{\infty }{{z^{k}} \over {\Gamma (\alpha k+\beta )}}}
{\displaystyle F=\lim _{\alpha \to 0}\alpha E_{\alpha ,0}(1)}

## 같이 보기
- 감마 함수
- 미타그 레플레르 함수
- 수학 상수